# Desigualdad en Chile
La desigualdad en Chile se refiere a la desigualdad económica y social existente en Chile, que en 2015 obtuvo el cuarto mayor índice de pobreza relativa a ingresos entre los 35 países de la Organización para la Cooperación y el Desarrollo Económico (OCDE), después de Israel, Estados Unidos y Turquía.
Pese al crecimiento económico sostenido del producto interno bruto del país, el cual fue de un 5 % real anual promedio entre 1990 y 2015, y a ser una de las economías actualmente más robustas de América Latina, Chile es de los países con mayor desigualdad en distribución de ingresos en el mundo. En efecto, de acuerdo con el coeficiente de Gini, al año 2022 tenía un índice de 0.430, situándose por sobre el umbral de desigualdad de 0.4. La Organización de las Naciones Unidas advierte que los países con valores por sobre este umbral se acercan a niveles peligrosamente altos que, de no tomarse medidas correctivas, podrían desalentar la inversión y originar protestas y disturbios esporádicos. Asimismo, estos niveles a menudo denotan un funcionamiento deficiente de los mercados laborales o una inversión inadecuada en servicios públicos y falta de programas sociales en favor de los pobres.

## Antecedentes

### Chile virreinal
Chile cuando fue descubierto por el Imperio Español a mediados del siglo XVI y colonizado posteriormente estableció un sistema de castasdonde separaba el poder de la población entre españoles directos, hijos de españoles (criollos), mestizos, araucanos, entre otros, donde la gran mayoría de las tierras y el poder político se repartía entre los españoles directos.

### SigloXIX
Esta herencia colonial donde los descendientes españoles concentraban toda la riqueza y conformaban toda la aristocracia, hicieron de Chile un lugar extremadamente desigual, donde se estima que en el periodo de 1868-1873, poseía un coeficiente de Gini de entre 0,58 y 0,73, muy alto a los estándares de hoy, donde este coeficiente en la Unión Europea el año 2022 fue de 0,296.
| Decil | Participación en el ingreso total | E° de 1960 |
| ----- | --------------------------------- | ---------- |
| 1     | 3,4%                              | 122        |
| 2     | 3,5%                              | 125        |
| 3     | 3,5%                              | 128        |
| 4     | 3,6%                              | 131        |
| 5     | 3,9%                              | 140        |
| 6     | 4,1%                              | 149        |
| 7     | 6,5%                              | 232        |
| 8     | 6,5%                              | 235        |
| 9     | 10,2%                             | 369        |
| 10    | 54,8%                             | 1.973      |

Como se puede observar en la tabla, en este periodo el 80% de la población percibía solo el 35% de los ingresos y el 20% más rico percibía el 65% de los ingresos.

### SigloXX
En la Elección presidencial de Chile de 1970, con un 36,63 % de los votos, asumió la presidencia de Chile Salvador Allende, que apoyado por la Unidad Popular, intentó infructuosamente instaurar un gobierno socialista. El colapso económico de 1973, producido tanto por la escasa gobernabilidad de la presidencia de Allende, por la oposición de grupos nacionales como Frente Nacionalista Patria y Libertad, los Chicago Boys y las Fuerzas Armadas de Chile, así como por el sabotaje de grupos opositores internacionales, en particular el gobierno estadounidense de Richard Nixon, gatillaron el Golpe de Estado de 1973, dando inicio a la dictadura militar liderada por Augusto Pinochet, que se extendió hasta 1990.
Durante el período de la dictadura militar se modificó drásticamente el modelo económico del país, permitiéndose desde entonces, a través de diversos dispositivos legales del sistema tributario, reducir el pago de impuestos. Entre estos dispositivos destacan el Fondo de Utilidades Tributables, las exenciones de impuestos al por mayor y la integración de los impuestos que pagan las empresas (Impuesto de Primera Categoría) con los impuestos que pagan sus propios dueños (Impuesto Global Complementario). Asimismo, se repelieron los sindicatos, las mesas de negociación colectiva y el derecho a huelga, y se cerraron diversas industrias nacionales, admitiéndose los oligopolios comúnmente de empresas extranjeras, transformando el giro del negocio del país, pasando de ser una industria productora de sus recursos naturales a partir de sus propias materias primas, especialmente el cobre, a ser una industria extractora, que vende las materias primas en bruto. Adicionalmente, se facilitaron las condiciones para que se iniciara un explosivo incremento de colegios y universidades privados, en desmedro de la educación pública.
Las bases de este modelo económico impuesto durante la dictadura militar, luego de la transición a la democracia y hasta la actualidad, prácticamente no han sido modificadas.
En la actualidad, los aranceles de las universidades chilenas son los más altos después de Estados Unidos, y su calidad dista de estar entre las mejores del mundo. Si bien el número de estudiantes de educación superior ha aumentado considerablemente desde los años 1990, la gran mayoría debe endeudarse con entidades bancarias para poder estudiar, independientemente de si estudian en universidades públicas o privadas.
Por otra parte, los oligopolios abarcan diversos tipo de mercados, incluyendo la salud. El 90 % del mercado farmacéutico es controlado por tres farmacias: Farmacias Ahumada, Farmacias Cruz Verde y Salcobrand, las cuales se han coludido en diversas ocasiones para subir los precios de sus medicamentos unilateralmente. También se han dado casos de colusión de precios en los pasajes de las empresas de autobuses y se han cometido abusos con empresas de telecomunicaciones y con las tarjetas de grandes tiendas, como es el caso de La Polar. Muchas autoridades con altos cargos políticos son accionistas o bien poseen conflictos de intereses con empresas relacionadas con oligopolios, así como con universidades privadas.
También cabe destacar que si bien Chile es uno de los países de Latinoamérica con los mayores flujos de inversión extranjera directa (IED), estos se concentran en su mayoría en los negocios de la industria minera, en adquisiciones de empresas nacionales y en algunos servicios, estimándose en 2013, de acuerdo con estudios de la Cepal, que por cada US$ 1 millón de IED en el país solo se generan 1,8 empleos, uno de los niveles más bajos de América Latina, cuyo promedio es de 3,0 puestos de trabajo.

## Estadísticas

Mapa coloreado de países según sus últimos coeficiente de Gini registrados, entre 1990 y 2020. En Chile estos datos se corresponden con los obtenidos por la Encuesta Casen, cuestionada por otras investigaciones. Así y todo, Chile es uno de los países peor posicionados en Occidente, siendo comparable a varios países africanos. Véase también Anexo:Países por coeficiente de Gini.
> 0.50
0.45 – 0.50
0.40 – 0.45
0.35 – 0.40
0.30 – 0.35
< 0.30
Sin datos

El Gobierno de Chile, para determinar los niveles de desigualdad social y económica en el país, utiliza la Encuesta Casen o Encuesta de Caracterización Socioeconómica Nacional, creada originalmente en 1985 y dependiente de la Oficina de Planificación Nacional (ODEPLAN), entidad gubernamental que en 1990 se transformó en el Ministerio de Planificación y Cooperación de Chile (MIDEPLAN), y en 2011 en el actual Ministerio de Desarrollo Social. Esta encuesta se realiza cada dos o tres años. Mediante la metodología tradicional de medición, se aplicó los años 1985, 1987, 1990, 1992, 1994, 1996, 1998, 2000, 2003, 2006, 2009 y 2011. A partir de la versión de 2013 se decidió cambiar la metodología de medición, replicándose el año 2015.
De acuerdo con la Encuesta Casen, desde 1990 hasta 2011, de un 40 % de la población viviendo en situación de pobreza o pobreza extrema, se ha pasado a menos del 15 %. Además, entre 2005 y 2010 el 1 % de las personas con mayores ingresos concentró en promedio el 15,1 % de los ingresos totales del país. El Servicio de Impuestos Internos (SII), entidad responsable de la aplicación y la fiscalización de impuestos, por su parte, considerando datos sin ajustar, determinó que ese 15,1 % correspondía en realidad al 21,1 % de los ingresos totales. Sin embargo, un estudio realizado por investigadores de la Universidad de Chile en 2013 determinó que en el mismo lapso de tiempo, el porcentaje correspondía al 32,8 % de los ingresos totales, considerando utilidades retenidas, o bien al 30,5 %, considerando las ganancias de capital. Esta diferencia de porcentajes se debe a que la Encuesta Casen, realizada a nivel nacional, no consigue entrevistar a todos los hogares más adinerados del país, mientras que al porcentaje del SII es preciso ajustar las cifras considerando además algunos mecanismos mediante los cuales los más adinerados pueden esconder sus ingresos reales al sistema tributario.

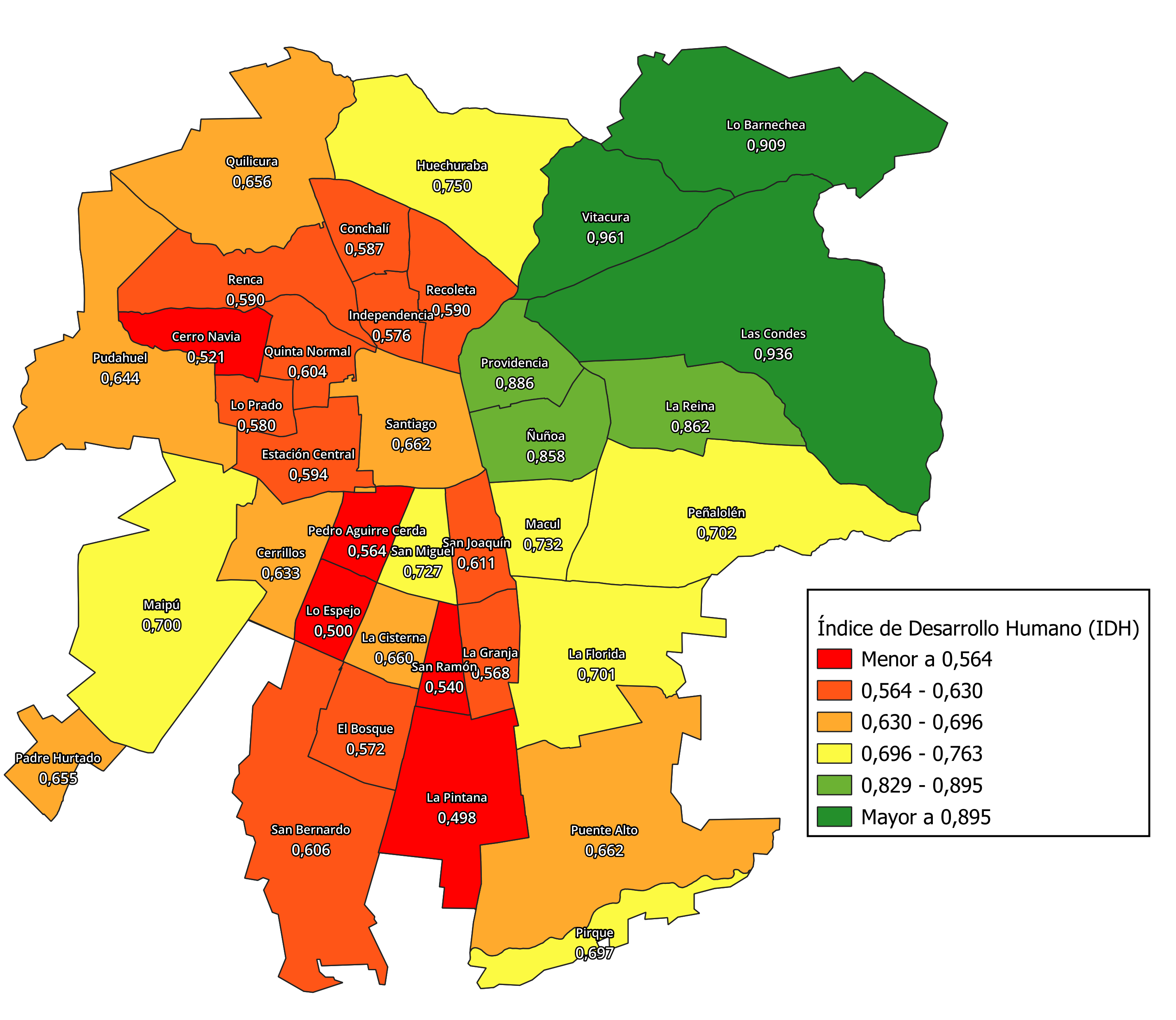
Índice de Desarrollo Humano Comunal de las comunas de la capital Santiago de Chile

El mismo estudio de 2013 muestra que el 0,1 % de los chilenos más adinerados perciben entre el 17,6 % y el 19,9 % de los ingresos totales del país, y el 0,01 % percibe entre el 10,1 % y 11,5 % de los ingresos totales. De los veinte países considerados en el estudio, estas últimas cifras son solo superados por Estados Unidos. Comparativamente, los porcentajes de ingresos percibidos en cada caso en Suecia —uno de los países socioeconómicamente más igualitarios del mundo— son, respectivamente, solo el 3,4 % y el 1,4 % del total. De hecho, mientras que los ingresos a repartir en Chile son solo la mitad que los del país nórdico, el 1 % de la población chilena percibe ingresos proporcionales casi 3,5 veces más grandes que los del porcentaje más adinerado de los suecos. 
El estudio también concluye que la renta per cápita del 1 % más rico de los chilenos es 40 veces mayor que el ingreso per cápita del 81 % de la población.
Adicionalmente, el coeficiente de Gini de Chile se corresponde con los datos proporcionados con al Encuesta Casen, bajo la cual dicho coeficiente asume un valor de 0,55. No obstante, utilizando los datos del SII ajustados, el coeficiente ascendería a 0,63, quedando como uno de los países más desiguales del mundo, semejante a los del sur de África.
Algo parecido ocurre con el Índice de desarrollo humano (IDH), donde Chile se sitúa en la categoría de «Muy alto», pero si las cifras se ajustasen considerando el nivel de desigualdad, retrocedería diez lugares en el ranking.
Por otra parte, de acuerdo con la Encuesta Casen 2011, en el otro extremo de la pequeña población más rica, que gana más que los más ricos de países como Suiza, se sitúa una amplia clase baja, en donde el 50 % de los trabajadores gana menos de $250 000 (pesos chilenos), cercanos al salario mínimo del país, al mismo tiempo que en el 65 % de los hogares el ingreso mensual autónomo por cada persona es menor a $203 000.

## Consecuencias
En Chile, la desigualdad económica conlleva desigualdad social y diferencias educacionales importantes. En efecto, se ha comprobado que los jóvenes pertenecientes a los estratos más pobres del país obtienen resultados académicos mucho peores que los jóvenes pertenecientes a los estratos más altos. Un estudio solicitado a la Universidad de Chile por parte del Ministerio del Trabajo y Previsión Social, afirmó que estas diferencias comienzan a gestarse en los niños desde muy temprana edad, antes incluso que inicien su educación primaria, afectando aspectos de su desarrollo cognitivo. Así, un niño con solo treinta y seis meses de vida, perteneciente al quintil más pobre del país, obtendría a futuro 110 puntos menos en la Prueba de Selección Universitaria (PSU) que uno del quintil más rico. Este estudio, realizado en 2010, verifica la importancia que da la neurociencia desde los años 1950 a una estimulación apropiada de los niños durante sus primeros dieciocho meses de vida. Según el psicólogo, activista social y filántropo chileno Benito Baranda, estas diferencias pueden revertirse en parte ofreciendo una educación preescolar de calidad y accesible a todos los niños, sin importar su estrato social, evitando que los jardines infantiles y sala cunas se conviertan en simples guarderías. A pesar de lo anterior, Baranda también afirma que nada de esto es realmente posible mientras no disminuya la brecha social, la cual, de hecho, impide que el 60 % de los niños del primer quintil más pobre al año 2013 reciba educación preescolar. A lo anterior, la especialista Verónica Monroy agrega que el aumento de la escolaridad promedio en los últimos años no ha ayudado a la disminución de la desigualdad del país.
Otra de las consecuencias de la desigualdad socioeconómica en Chile es la segregación residencial, que corresponde a la proliferación de las llamadas peyorativamente poblaciones callampas, asentamientos informales que se sitúan en zonas cercanas a sectores más acomodados, originando la aparición de guetos. Este fenómeno ocurre en distintas regiones del país.
Adicionalmente, existe en la actualidad un enorme desequilibrio entre lo que debe pagar cada empresa al Estado en impuestos. Empresas multimillonarias como Celulosa Arauco, controlada por la sociedad anónima AntarChile, perteneciente en su mayoría al grupo económico Anacleto Angelini, deben pagar $38 pesos anuales —alrededor de ¢8 centavos de dólar— en una patente municipal, mientras que otras empresas no tan grandes como la anterior, como CMPC, en la misma municipalidad deben pagar 48 millones de pesos —casi de 96 mil dólares—. El mismo caso del pago de patentes irrisorias se repite en otras grandes empresas de distintos tipos, como por ejemplo las grandes tiendas.

## Iniciativas contra la desigualdad
Desde el retorno a la democracia, pese a que ningún gobierno ha cambiado las bases del modelo económico de la dictadura militar, principal factor de la desigualdad socioeconómica del país, se han creado entidades gubernamentales, políticas públicas y mecanismos de medición con el fin de examinar e intentar solucionar en parte los problemas de desigualdad existentes.
El principal mecanismo de medición es la ya mencionada Encuesta Casen, creada a fines de la dictadura militar. Esta medición ha sido criticada por algunos especialistas, al estar demasiado enfocada en los ingresos percibidos, dejando de lado un enfoque multidimensional que incluya otros factores que también condicionan la pobreza, como lo son los relacionados con la educación y la residencia.
Durante el Primer gobierno de Michelle Bachelet (2006-2010) se creó el programa Chile Crece Contigo y se reformó el sistema de sala cunas. Asimismo, en 2009 se implementó el sistema de Subvención Escolar Preferencial, que otorga recursos adicionales a los colegios municipales y liceos subvencionados que atienden alumnos en condiciones más vulnerables. Esta subvención adicional permitió disminuir la creciente brecha entre colegios privados y municipalizados en los resultados del SIMCE de 2012, a pesar de lo cual los resultados de los colegios privados siguen estando por sobre el promedio, y los de colegios subvencionados, bajo el promedio.
También existen iniciativas externas al Estado. La fundación Hogar de Cristo, institución chilena de beneficencia pública fundada en 1944 por Alberto Hurtado y dirigida por los jesuitas, ofrece hogar a las personas en estado de indigencia y entre otras acciones filantrópicas otorga educación preescolar a cinco mil niños. La organización no gubernamental Educación 2020, por su parte, se creó en 2008 con la finalidad de buscar el mejoramiento de la calidad y equidad de la educación primaria y secundaria, dándose para ello un plazo hasta el año 2020.
Desde mediados de los años 2000, una serie de manifestaciones estudiantiles masivas y organizadas han surgido buscando una mayor igualdad en el sistema educativo. Estas movilizaciones comenzaron en 2006 con la revolución de los pingüinos, siguiendo con las movilizaciones de 2008, y con las realizadas entre los años 2011 y 2013. Todas ellas se han caracterizado por un amplio uso de las redes sociales como Twitter y Facebook, en las que la juventud chilena tiene una amplia participación. Las protestas de 2019, también iniciadas por estudiantes, corresponden manifestaciones más grandes realizadas durante el último tiempo, aunque estas terminaron involucrando a toda la sociedad, a diferencia de las anteriores, donde participaban mayoritariamente universitarios.